# Rivalidad Häkkinen-Schumacher
La rivalidad Häkkinen-Schumacher fue una rivalidad deportiva entre los pilotos Mika Häkkinen y Michael Schumacher que ocurrió durante el paso de ambos por la Fórmula 1. La rivalidad entre los dos comenzaría en el Gran Premio de Macao de 1990. Tanto Häkkinen como Schumacher ingresaron a la F1 en 1991, con el finlandés uniéndose a Lotus y el alemán a Jordan antes de pasar a Benetton. Posteriormente, los dos pilotos estuvieron involucrados en algunas rivalidades menores desde la temporada 1992 a 1997. Schumacher luego logró convertirse en campeón mundial primero cuando ganó la temporada 1994.
Su feroz competencia en el nuevo evento de F1 ocurrió en la temporada 1998 hasta 2001. Häkkinen, quien se unió al equipo McLaren, logró el bicampeonato mundial en las temporadas 1998 y 1999. La rivalidad se detuvo brevemente a mediados de la temporada 1999 cuando Schumacher tuvo que perderse seis carreras debido a una fractura en la pierna luego de un incidente en el Gran Premio de Gran Bretaña. En 2000 y 2001, Schumacher, esta vez uniéndose al equipo Ferrari, logró vengar su derrota ante Häkkinen al ganar su tercer y cuarto título. Antes del Gran Premio de Italia de 2001, Häkkinen anunció que se ausentaría temporalmente de las carreras de F1 para la temporada 2002 por motivos familiares. Más tarde, en julio de 2002, Häkkinen anunció que había cambiado de opinión y decidió retirarse definitivamente. El retiro del finlandés puso fin a su rivalidad con el alemán, quien en ese momento todavía estaba activo en las carreras hasta el final de la temporada 2006.

## Historia

### Comienzos
Los inicios de la rivalidad entre Häkkinen y Schumacher se remontan al primer encuentro entre ambos en el Gran Premio de Macao de 1990. Cuando se celebró la carrera, Häkkinen era campeón de la Fórmula 3 Británica con el equipo Theodore Racing apoyado por West Surrey Racing, mientras que Schumacher era campeón de la Fórmula 3 de su país natal con el equipo WTS Racing. El GP de Macao es el evento de carreras más grande y prestigioso en la clase Fórmula 3.
En ese momento, Macao se dividió en dos rondas de 15 rondas cada una. El ganador se determina mediante un sistema agregado que combina los récords de tiempo logrados en las dos competencias. Häkkinen ganó la primera carrera por 2,7 segundos por delante de Schumacher. Por lo tanto, solo necesitaba terminar por debajo de Schumacher en la segunda carrera, con una diferencia de tiempo de no más de 2,7 segundos para convertirse en el ganador absoluto de la carrera. En la segunda carrera, Häkkinen trató de parecer conservador manteniéndose detrás del lento Schumacher hacia el final de la carrera. Al sentir que el ritmo de Schumacher era demasiado lento, Häkkinen intentó adelantarlo pero falló cuando su monoplaza chocó contra la parte trasera del monoplaza del alemán. Como resultado de ese incidente, el finlandés sufrió daños en su automóvil y se vio obligado a retirarse, mientras que Schumacher continuó hasta la línea de meta y se llevó la victoria general a pesar de sufrir daños en el alerón trasero. Después de la carrera, Schumacher se disculpó con Häkkinen por el incidente y lo descartó como un incidente de carrera normal.
En 2004, Schumacher volvió a sus viejos récords y admitió que el intento de bloquear a Häkkinen en aquella carrera fue intencional. Häkkinen, por otro lado, se mostró sorprendido por la confesión de Schumacher y dijo que los trofeos que Schumacher ganó antes no tenían ningún valor en comparación con su trabajo en la pista.

### Primeras rivalidades (1991-1997)
Tanto Häkkinen como Schumacher debutaron en la Fórmula 1 en la temporada 1991. La diferencia fue que Häkkinen comenzó la temporada con Team Lotus, mientras que Schumacher solo ingresó a mitad de temporada con el equipo Jordan y luego pasó a Benetton. En las temporadas 1991 y 1992 los dos pilotos no mostraron mucha competencia significativa. Häkkinen permaneció mayormente en la parte inferior de la tabla en un monoplaza poco competitivo, mientras que Schumacher comenzó a construir su reputación como un gran piloto aspirante al ganar su primera carrera de F1 en el Gran Premio de Bélgica de 1992. Luego, Häkkinen pasó a ser piloto de pruebas cuando aceptó una oferta de McLaren para la temporada 1993, y solo tuvo la oportunidad de volver a competir en las tres carreras restantes hacia el final de la temporada al reemplazar a Michael Andretti, cuyo contrato fue rescindido.
En la temporada 1994, Häkkinen volvió a la F1 a tiempo completo con el equipo McLaren. En la misma temporada, Schumacher ganó su primer título mundial, que defendió con éxito en la temporada siguiente. El propio Häkkinen en el período 1995 solo pudo lograr un récord de ocho podios. En la temporada 1996, Schumacher pasó al equipo Ferrari. Con un monoplaza menos competitivo, esta vez el nivel de Schumacher puede considerarse a la par con Häkkinen conduciendo un McLaren. Sin embargo, Schumacher aún pudo registrar tres victorias en carreras esa temporada, a las que siguieron otras cinco victorias en la temporada 1997. El propio Häkkinen finalmente pudo ganar su primera carrera de F1 en el Gran Premio de Europa de 1997. En esa carrera, Schumacher, que competía por el título, debió retirarse al intentar bloquear el ritmo del canadiense Jacques Villeneuve. Más tarde se descubrió que las acciones de Schumacher fueron antideportivas y estaba sujeto a una sanción de descalificación del campeonato.

### Crecimiento de la rivalidad (1998-2001)
La temporada 1998 marcó un nuevo hito en la rivalidad entre ambos pilotos. Esta vez, McLaren logró hacer un monoplaza competitivo que llevó a Häkkinen a ganar ocho carreras y el campeonato mundial por primera vez. En esa temporada, Schumacher también impresionó al ganar seis carreras y se convirtió en un aspirante al título hasta la carrera de cierre de temporada en Japón. En esa carrera, Schumacher tuvo mala suerte el día de la carrera a pesar de que salió desde la pole position, con una falla técnica en el monoplaza que lo obligó a salir desde la última posición. Aunque pudo comenzar bien la carrera, Schumacher finalmente se retiró a mitad de la carrera, lo que también aseguró que el título fuera para Häkkinen. Después de la carrera, Schumacher felicitó al finlandés por su triunfo.
La temporada 1999 nuevamente, Schumacher y Häkkinen eran los favoritos al título. Aunque los dos eran competitivos al comienzo de la temporada, las posibilidades de título de Schumacher terminaron prematuramente cuando sufrió un accidente en el Gran Premio de Gran Bretaña, que lo dejó fuera de juego durante seis carreras con una pierna rota. El segundo piloto de Ferrari, Eddie Irvine, apareció como un pilar del equipo para reemplazar a Schumacher con Mika Salo, quien fue reclutado del equipo BAR. Schumacher regresó al final de la temporada para ser precisos en el Gran Premio de Malasia y esta vez optó por ayudar a Irvine a convertirse en campeón del mundo. Desafortunadamente sus esfuerzos fracasaron y Häkkinen volvió a emerger como campeón mundial. Sin embargo, los heroicos esfuerzos de Schumacher llevaron a Ferrari a ganar el título de constructores por primera vez desde la temporada 1983.
En la temporada 2000, tanto Schumacher como Häkkinen buscaban un tercer título mundial. Schumacher comenzó bien la temporada cuando arrasó en las primeras tres carreras en Australia, Brasil y San Marino. Mientras tanto, Häkkinen tuvo mala suerte al no terminar en las dos primeras carreras y solo pudo probar el final cuando obtuvo el segundo lugar con Schumacher en Imola. Tanto Schumacher como Häkkinen tuvieron que ceder el liderato a David Coulthard en Gran Bretaña. El finlandés logró arrebatarle la victoria en España antes de ser contestado por Schumacher en el Gran Premio de Europa. Schumacher luego no pudo terminar en Mónaco y al mismo tiempo Häkkinen también tuvo problemas y tuvo que conformarse con terminar en sexta posición. En Canadá, Schumacher volvió a emerger como el ganador de la carrera, pero luego tuvo que experimentar la mala suerte al no poder terminar tres veces en Francia, Austria y Alemania. Mientras que Häkkinen también logró ganar la carrera en Austria y luego volvió a liderar la clasificación con su hábil victoria en Hungría, donde al mismo tiempo Schumacher solo pudo terminar segundo a pesar de comenzar desde la primera posición. La rivalidad entre los dos pilotos llegó a su clímax en Bélgica cuando Häkkinen logró una victoria espectacular al adelantar a Schumacher a tres vueltas del final. Aunque inicialmente Schumacher estaba decepcionado con el resultado de la carrera y Häkkinen intentó que se lo explicara, varias horas después se descubrió que él y Häkkinen estaban fumando puros y disfrutando de cervezas frías en el paddock de Ferrari.
Llegando al final de la temporada, la suerte de Schumacher comenzó a mejorar cuando ganó el GP de Italia. En la carrera de Estados Unidos, Häkkinen tuvo la desgracia de que el motor de su monoplaza se incendiara mientras que por otro lado Schumacher volvió a ganar la carrera. El título mundial finalmente se determinó en el Gran Premio de Japón. En esta carrera, Häkkinen se destacó en la primera mitad de la carrera antes de que Schumacher cambiara las cosas y ganara la carrera gracias a la precisa estrategia de boxes de Ross Brawn. Después de la carrera, el finlandés también felicitó a Schumacher por su éxito al convertirse en campeón mundial en la temporada 2000. El alemán terminó la temporada con una victoria en Malasia con Häkkinen terminando cuarto después de ser penalizado por iniciar la carrera antes de tiempo.
Tanto Schumacher como Häkkinen fueron nuevamente favoritos como candidatos a campeones del mundo para la temporada 2001. Esta vez, Häkkinen se sintió más relajado, especialmente porque acababa de tener a su primer hijo y también estaba menos estresado porque no era el campeón defensor. El inicio de temporada fue con resultados diferentes para Schumacher y Häkkinen. Schumacher logró ganar las dos primeras carreras en Australia y Malasia, mientras que Häkkinen parecía estar luchando con su McLaren y tampoco pudo terminar en Australia con un incidente empañado por un incidente cuando su monoplaza perdió el control y golpeó las barreras. La mala suerte de Häkkinen continuó cuando su coche se averió repentinamente antes de arrancar en Brasil. Recién volvió a anotar puntos en San Marino, donde, por otro lado, Schumacher ha comenzado a construir una ventaja en la cima de la clasificación. En la carrera de España, Häkkinen parecía sólido y parecía que iba a ganar la carrera hasta que el embrague de su McLaren MP4-16 se atascó en la última vuelta y le dio a Schumacher la victoria. Después de la carrera, Schumacher expresó su pésame a Mika por el incidente de la última vuelta.
Mientras que Schumacher tuvo una temporada 2001 muy tranquila y luego logró ganar su cuarto título después de ganar en Hungría, Häkkinen experimentó algo diferente, que podría decirse que tuvo una de sus peores temporadas. El propio Häkkinen solo pudo ganar la carrera en Silverstone. En el Gran Premio de Italia, Häkkinen anunció que se tomaría un año sabático en 2002 y su puesto en McLaren sería ocupado por el joven piloto Kimi Räikkönen, también de Finlandia. El propio Häkkinen obtuvo una victoria en el GP de los Estados Unidos, lo que resultaría ser su última victoria en una carrera de F1 después de anunciar su retiro completo de la F1 a mediados del año siguiente. Mientras tanto, Schumacher emergió como la fuerza dominante en la F1 al convertirse en un corredor que ganó siete títulos mundiales en la temporada 2004.

### Relación después del retiro
Después de que Häkkinen anunciara su retiro de la F1 a mediados de 2002, Schumacher le rindió homenaje diciendo que «fue el mejor oponente al que se enfrentó. Está bien que Mika y yo peleemos en la pista, pero cuando terminó la carrera estaba asombrado de su lado autodisciplinado. Nos respetamos mucho y nos dejamos vivir en paz».
Como tributo al éxito de Schumacher al ganar su quinto título mundial en la temporada 2002, Häkkinen, que es un amante de las tortugas, le regaló una como regalo. Schumacher cuidó a la tortuga en su casa en Suiza y luego, para que fuera más fácil si algo sucedía, colocó el logotipo de su patrocinador personal Deutsche Vermögensberatung en el caparazón de la tortuga. Schumacher describió el regalo de Häkkinen como uno de los mejores regalos que ha recibido de un antiguo rival.
Después de que Schumacher sufriera un grave accidente de esquí a finales de 2013, Häkkinen volvió a apoyar al alemán y a su familia. Expresó su optimismo de que Schumacher se recuperaría como antes. El propio Häkkinen sufrió una lesión en la cabeza cuando se estrelló durante la clasificación del Gran Premio de Australia de 1995.
En el documental Schumacher, estrenado en 2021, Häkkinen recuerda su rivalidad como una de las mejores para ambos. Considera al alemán como un corredor que es valiente y ocasionalmente supera sus límites. Häkkinen pensó que «podría ser difícil pensar en nosotros dos como amigos, pero nos respetamos y apreciamos mutuamente y, por supuesto, fuera de la pista, tenemos nuestras propias vidas personales separadas».

## Estadísticas
| Piloto             | Años                 | Carreras | Comenzadas | Títulos | Victorias | Poles | VR |
| ------------------ | -------------------- | -------- | ---------- | ------- | --------- | ----- | -- |
| Mika Häkkinen      | 1991-2001            | 165      | 161        | 2       | 20        | 26    | 25 |
| Michael Schumacher | 1991-2006, 2010-2012 | 308      | 306        | 7       | 91        | 68    | 77 |

### Por temporada
| Piloto             | Posición en el campeonato | Posición en el campeonato | Posición en el campeonato | Posición en el campeonato | Posición en el campeonato | Posición en el campeonato | Posición en el campeonato | Posición en el campeonato | Posición en el campeonato | Posición en el campeonato | Posición en el campeonato | Victorias | Podios | Títulos |
| Piloto             | 1991                      | 1992                      | 1993                      | 1994                      | 1995                      | 1996                      | 1997                      | 1998                      | 1999                      | 2000                      | 2001                      | Victorias | Podios | Títulos |
| ------------------ | ------------------------- | ------------------------- | ------------------------- | ------------------------- | ------------------------- | ------------------------- | ------------------------- | ------------------------- | ------------------------- | ------------------------- | ------------------------- | --------- | ------ | ------- |
| Mika Häkkinen      | 16.º Lotus                | 8.º Lotus                 | 16.º McLaren              | 4.º McLaren               | 7.º McLaren               | 5.º McLaren               | 6.º McLaren               | 1.º McLaren               | 1.º McLaren               | 2.º McLaren               | 5.º McLaren               | 20        | 51     | 2       |
| Michael Schumacher | 14.º Jordan/ Benetton     | 3.º Benetton              | 4.º Benetton              | 1.º Benetton              | 1.º Benetton              | 3.º Ferrari               | DSQ Ferrari               | 2.º Ferrari               | 5.º Ferrari               | 1.º Ferrari               | 1.º Ferrari               | 53        | 97     | 4       |